# デジタル家庭電化製品
デジタル家庭電化製品（デジタルかていでんかせいひん）とは、家庭用電気機械器具（以下、家電製品とする）のうち、デジタル関連の技術を使用したもの。略称は、デジタル家電。スマートフォンの普及に伴い、同様の概念としてスマート家電との呼称を用いる場合も散見される。

## 概要
当初は地上波デジタル放送やインターネットに対応して情報のやりとりを行う家電製品を指していた。そのため情報家電（じょうほうかでん）と同一視されており、ユビキタス関連などでも使用されていたが、その後はデジタルカメラや携帯電話など、デジタル関連の技術を利用したハイテク家電製品一般を指すようになっていく。
なお本項では、便宜的に情報家電についても一部説明する。しかし情報家電の詳細に関しては、部分的に情報機器とも関連してくるため、情報機器の項を参照。
今日ではデジタル技術は生活の至る所に見出され、逆にデジタル技術に全く関係しないアナログないしローテク製品の方が少数化しているといった事情すら見られる。デジタル技術を応用した家庭向けの製品は近年増大傾向にあり、これらは一般に操作の簡便性を目指した物でもあるため、複雑な電子技術の応用製品だとは意識されずに利用されている。その多くは電子技術や集積回路の発達と普及とにより、ダウンサイジングと低価格化が進んでおり、これも一般に普及する一助ともなっている。
その一方で一般家庭にも、着実にコンピュータネットワークとの接続を意識した情報家電は普及を見せており、将来的にはホームオートメーションが目指した、家電製品を含めた住宅内の環境を一括管理できるシステムの発展も期待され、愛知万博でも企業出展で、それらを意識した展示が見られた。
この語の定義ではあるが、情報家電とデジタル家電の境界がやや曖昧であるものの、一般にはデジタル技術以前には存在していなかったか、あるいはデジタル技術を取り込むことでまったく別の物へと大幅に機能が変化した家電製品群を指すものといえよう。

### 情報家電とデジタル家電
情報処理技術が応用され、コンピュータネットワーク対応機能を持つ家電製品（情報家電）の源流には、1984年より提供されたキャプテンシステムが挙げられよう。キャプテンシステム自体は余り普及せずにひっそりとキャプテン端末が公共施設などの片隅に設置されていた程度で、一般の認識率は低い物であったが、これらでは電話回線を利用し、テレビを端末としたサービス提供も想定されていた。
情報家電に関しては、一頃は含むように見なされたデジタルカメラや携帯電話といった製品には意識して用いられない傾向もみられ、コンピュータネットワークに接続する事を前提とする家電製品を指すようになっている。一方のデジタル家電は、単純にデジタル化（符号化とも）技術が利用された家電製品とみなされている。ただネットワークへの接続機能があるにもかかわらず、情報家電としては意識されない傾向も見受けられ、一部曖昧な区分となっている。

## 語源・関連語
語の使用は、日本で一般家庭にもインターネットの利用やパーソナルコンピュータが爆発的に普及した1998年頃からである。これらでは、まずパソコンが家庭への普及率向上から、一般家庭に普及した電化製品であるとして、デジタル家電ないし情報家電だと表現されていた。
しかしその後、上に述べたように情報家電とデジタル家電の分離が発生している。なお近年では洗濯機や炊飯器、あるいは電子レンジのような白物家電にもデジタル技術が応用された製品が主流ではあるが、これらは衣服を洗濯したり・飯を炊いたり・食品を温めたりといった基本的な機能には明確な違いが無いため、余り意識してデジタル家電だとは表現されない。
だが白物家電の中には、一部安否確認機能付き電気ポットのように情報家電化した製品も見られる。三洋電機などの家電メーカーは2000年代より、コインランドリーの洗濯機や電子レンジ、更には冷蔵庫やレンジなどをインターネットに接続させた製品も発売しており、この辺りは情報家電として認識されている。

### 関連語
なお同語に先行する概念として、主に娯楽に供する家電製品としての娯楽家電と呼ばれる分野がある。この中に、デジタル技術や情報処理技術を応用した物も登場するようになり、これらは情報娯楽家電ないしデジタル娯楽家電と呼ばれるものが見られる。（→娯楽家電を参照）
これらでは、デジタル化の恩恵をもっとも顕著に受けた分野として、音響機器が挙げられよう。アナログレコードからコンパクトディスク（CD）へと変化した録音の媒体は、記録メディアの耐久性と再生の際の、ランダムアクセスに対応したりノイズ耐性が増すといった利便性向上を生んでいる。（→録音の項などを参照）

### 類似する概念
その一方で、アプライアンスという語が情報処理業界に見られる。アプライアンス自体は家電製品を指す英語を語源としているが、「アプライアンスサーバ」というと、「家電製品のように扱いやすいサーバ」という意味があり、これらはメンテナンス性重視の点から、Webベースのユーザーインターフェイスを備えている。ただしこちらは一般の家庭への普及を目指した物ではない。
しかしアプライアンス技術は、このデジタル家庭電化製品（主に情報家電）にも関連している。情報家電にはコンピュータネットワークへの対応機能が組み込まれており、Webベースでコンピュータネットワークやインターネット経由でパソコンや携帯電話上のブラウザよりの操作に対応したり、あるいは一定の情報処理機能を持つためである。

## 景気の牽引
デジタル家電は、世界経済を牽引するものの一つとして注目されている。半導体の指数関数的性能向上と従来製品には無かった付加価値（→差別化）により、購買意欲を引き出す事に成功している。
ただし日本国内の電機メーカーに限っていえば、これら製品は発売当初こそ、その高付加価値により高い利益率を誇っていたが、相次ぐ新規企業や海外メーカーの参入などによる価格競争に突入した。これらデジタル家電の機能がモジュール化によって簡単に実現できてしまうことから、後発メーカーや別分野メーカー、更には日本国外メーカーから参入するハードルも低くなっており、それらの企業が提供する製品を低価格で販売することによりコモディティ化も発生、各社は2010年代までに大幅に業績が悪化。デジタル家電部門が赤字になり撤退することも珍しくなくなった。こういったコモディティ化の進行に伴う低価格競争では十分な利益が得られず、好調な他分野・上位分野の収益を吸収してしまう場合がある。
販売方面では、家電量販店やネット通販などの形態で店舗では相変わらずこれらの製品が利益をあげているが、石丸電気やラオックスなど家電量販店の再編・淘汰も激しい。

## 問題点

### 資源・ごみ問題
デジタル家庭電化製品は主に集積回路やハイテクを使うため、これを生産・使用するのに資源や電力を大量に必要としたり、あるいは製造のために多大な設備投資が求められる。この辺りは輸出面（→加工貿易）でのネックとなっている。
また貴重な資源を使う点で、リサイクルにも様々な問題があり、これらに利用された希少資源の回収も課題となっている。これらデジタル家庭電化製品の多くでは高度化とダウンサイジングのために高密度な部品実装を行う傾向も見られるが、これが修理面で「故障したら内部基板を丸ごと交換」といった傾向を生んでおり、近年の循環型社会の形成の面でネックとなる傾向も見られ、「壊れたら修理すると高くつくため、買い換える」という状況を生み、ごみ問題の一端ともなっている。
再使用の面では、これら製品の市場価値を生む寿命はおおむね短い傾向が見られ、旧式化に伴う製品の買い替えは喚起しても、旧来製品がどうしようもなく旧式化してしまうことから、これも「機械としては、まだ使える」にもかかわらず捨てられてしまう傾向を招いている。

### セキュリティ
コンピュータセキュリティ関係者を中心に、不正アクセス増加が危惧されている。
ネットワークへの対応機能を持つデジタル家庭電化製品（主に情報家電）では、基本的にネットワーク側から見れば、これに接続されたコンピュータの一種である。これらは情報処理の機能を持ち、ユーザーからの操作に対応する。
しかし情報処理機能を持つということは、同時にコンピュータウイルス（トロイの木馬）などに感染する危険性もあるという事であり、またクラッキング被害を受ける危険性も発生する。実際問題としてHDD+DVDレコーダーがクラックされ、プロキシサーバとして機能してしまって、これがトラックバックスパム（→トラックバック）に悪用されているといった報告も2005年前後より出ている。